# Zeleni venac

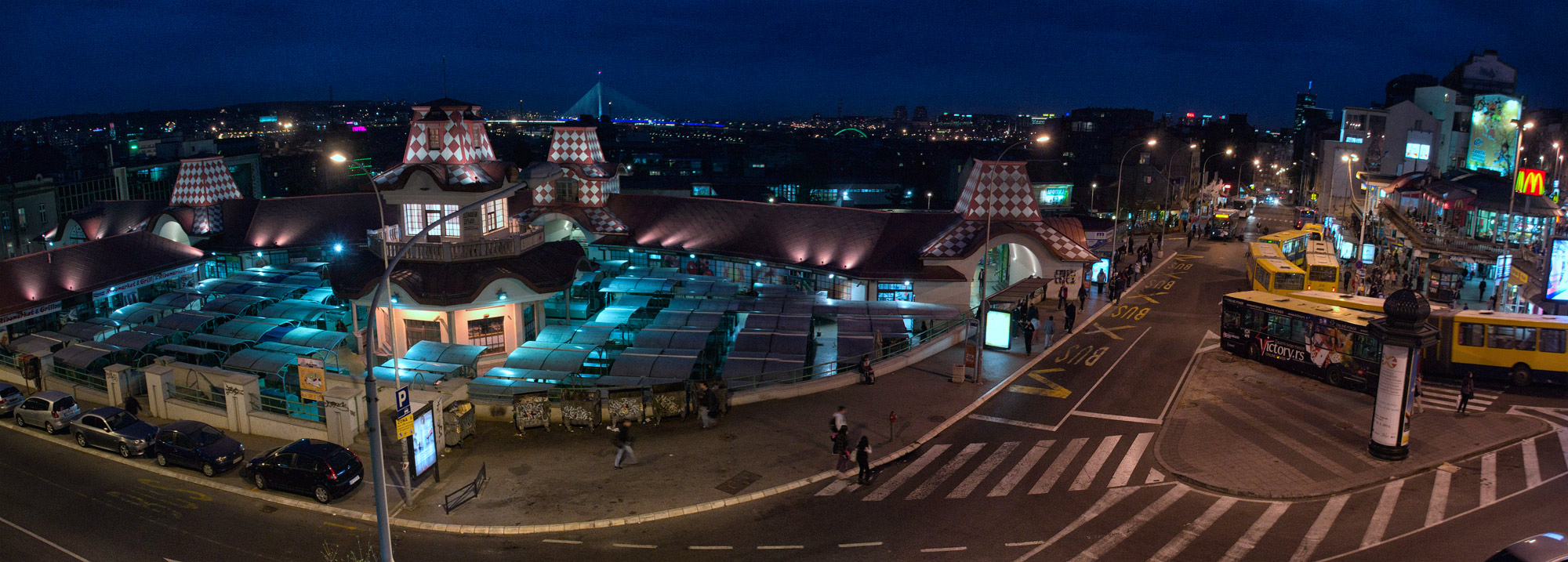
Tržnice (vlevo) a autobusový terminál (vpravo) na Zeleném vencu

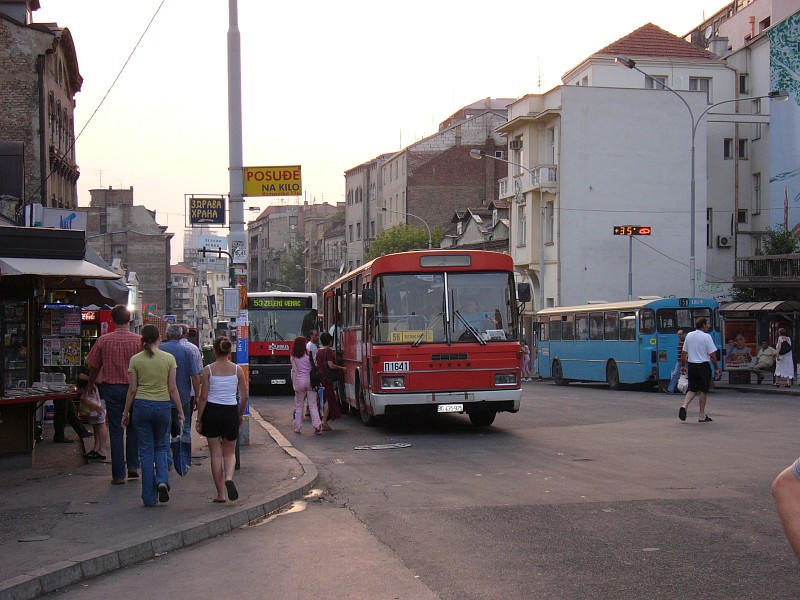
Autobusy čekající na cestující.

Zeleni venac (v srbské cyrilici Зелени Венац, lidově Zelenjak/Зелењак) je jedna z částí Bělehradu.
Nachází se v centru, nedaleko třídy Terazije a Brankova mostu), na sávské straně města. Administrativně spadá pod opštinu Savski venac. 
V 19. století se zde nacházela zástavba již za městskými hradbami. Mimo jiné zde bylo i jezero a tzv. Manojlova zahrada. V 19. století se jednalo o oblíbené místo setkávání. Od roku 1847 se zde nacházelo tržitě. Zvažována zde byla výstavba budovy pro národní divadlo (v druhé polovině 19. století) ale od tohoto plánu bylo nakonec ustoupeno.
Svůj název má lokalita podle hospody, která se nacházela na místě dnešního dopravního terminálu a restaurace McDonalds. Zbořena byla v 60. letech 20. století. 
Kromě terminálu autobusové dopravy, kam ústí okolo 20 linek, a který patří k nejvytíženějším uzlům bělehradské MHD, [zdroj?] se na Zeleném vencu nachází otevřená tržnice (otevřena v roce 1926), jazykové gymnázium a hotelová škola.